# バーバラ・トベルスキー
バーバラ・トベルスキー(Barbara Tversky、出生名　ガンズ) はアメリカの心理学者、認知科学者。スタンフォード大学名誉教授。コロンビア大学教授。空間の認知心理学を専門とする。

## 教育
1963年ミシガン大学より心理学の学士号、1969年にミシガン大学より心理学博士号取得。ミシガン大学は全米で最大の心理学部を有する。

## 経歴

### 研究領域
空間や地図の認知科学の第一人者。『Mind in Motion:身体動作と空間が思考をつくる』の著者である。空間や空間内での行動が認知にどのように影響を与えるのかなどの研究で知られる。夫であるエイモス・トベルスキーは行動経済学の創始者であるが、行動経済学およびバーバラ・トベルスキーの初期の研究は精神物理学の方法論に大きな影響を受けている。人間の空間認識は物理情報から乖離していることを示した。

### 地位など
1977年よりスタンフォード大学教授。2005年よりコロンビア大学教授、スタンフォード大学名誉教授。また著名な学術誌の編集者としても名を連ねた。科学的心理学会会長（2018-2019）。

## 受賞歴など
- 2020年、カンプ・ドゥ・フェリエ賞
- 2013年、アメリカ芸術科学アカデミー、フェロー
- 2004年、実験心理学会、フェロー
- 2002年、認知科学学会、フェロー
- 1999年、ファイ・ベータ・カッパ賞
- 1995年、アメリカ心理学会、フェロー

カンプ・ドゥ・フェリエ賞はイリヤ・プリゴジン、ケネス・アロー、ダニエル・カーネマンらのノーベル賞受賞者やジューディア・パールなどが受賞した格式ある賞である。

## パーソナル・ライフ
バーバラ・トベルスキーはダニエル・カーネマンと共に行動経済学の創始者であるエイモス・トベルスキー（1937-1996）と1963年から1996年の彼の死まで結婚していた。二人の間には三人の子供がいる。トベルスキーはノーベル経済学賞を受賞したダニエル・カーネマンの友人だった。カーネマンの二人目の妻である心理学者アン・トリーズマンが亡くなった後、バーバラ・トベルスキーは2020年から2024年のカーネマンの死まで共に過ごした。

## 参照
1. ↑  “Barbara Tversky Receives Kampé de Fériet Award” (英語). APS Observer 33. (2020-06-29).
2. ↑  “FABBS :: In Honor Of... Barbara Tversky”. 2016年9月21日閲覧。
3. 1 2 3  前田なお『本当の声を求めて　野蛮な常識を疑え』青山ライフ出版（SIBAA BOOKS）、2024年。
4. ↑  “Amos Tversky, leading decision researcher, dies at 59”. 2021年3月3日時点のオリジナルよりアーカイブ。2021年10月14日閲覧。
5. ↑  “Interview with Daniel Kahneman” (英語). Interviews with Max Raskin. 2023年1月9日閲覧。
6. ↑  Jr, Robert D. Hershey (2024年3月27日). “Daniel Kahneman, Who Plumbed the Psychology of Economics, Dies at 90” (英語). The New York Times. ISSN 0362-4331 2024年3月27日閲覧。